# Chris Cusiter
Christopher Peter Cusiter (* 13. Juni 1982 in Aberdeen) ist ein schottischer Rugby-Union-Spieler, der für die schottische Nationalmannschaft und die Glasgow Warriors aktiv ist. Er spielt auf der Position Gedrängehalb.
Cusiter gab 2004 sein Debüt für Schottland bei den Six Nations gegen Wales. Seinen ersten Versuch legte er im Herbst desselben Jahres gegen Australien. Bei den Six Nations 2006 verletzte er sich schwer, so dass er die Sommertour nach Südafrika verpasste. Er kehrte im November zurück und legte einen weiteren Versuch im Nationaltrikot, der Gegner war diesmal Rumänien. Im darauf folgenden Spiel gegen die Pacific Islanders erlitt er jedoch wieder eine Verletzung, wurde aber rechtzeitig zu den Six Nations 2007 wieder fit. Seit seinem Debüt steht er in Konkurrenz zu Mike Blair, um die Startposition als Gedrängehalb. Für die Neuseeland-Tour der British and Irish Lions 2005 wurde er Blair vorgezogen, der sich jedoch bei der Weltmeisterschaft 2007 und den Six Nations 2008 gegen Cusiter durchsetzen konnte.
Cusiters Bruder Calum spielt ebenfalls Rugby Union. Beide waren zusammen beim Boroughmuir RFC und den Border Reivers aktiv. Mit der Auflösung dieses Vereins wechselte Cusiter nach Frankreich, zu USA Perpignan. Nach zwei Spielzeiten dort kehrte er nach Schottland zurück, die Glasgow Warriors haben ihn für drei Jahre verpflichtet.